# Liga A1 de Vóley 2003-04
La Liga Argentina de Voleibol 2003-04 fue la octava edición del torneo y primera organizada por la Asociación de Clubes Liga Argentina de Voleibol, nuevo ente para regir el deporte tras la suspensión de la Federación Argentina de Voleibol.
Entre las novedades que aportó la ACLAV se destaca la obligación de incluir un jugador menor a 21 años en los equipos y la venta de plazas de equipos en la máxima división. Esta última novedad trajo de la mano la primera compra de plaza, que se produjo entre Conarpesa Caleta Olivia y Mar Chiquita-Mar del Plata Vóley, entrando el primer mencionado en lugar del segundo.
La temporada comenzó el 14 de noviembre de 2003 con el partido que se jugó en Buenos Aires entre Club de Amigos y Conarpesa Caleta Olivia. La misma terminó en mayo del año siguiente cuando, en el sexto juego de la final, en Tucumán Drean Bolívar ganó el partido ante Swiss Medical Monteros en tie break y obtuvo su segundo título y de manera consecutiva.

## Equipos participantes
| Club                    | Localidad                    | Localía                        |
| ----------------------- | ---------------------------- | ------------------------------ |
| Alianza Jesús María     | Jesús María, Córdoba         | Jesús María, Córdoba           |
| Azul Vóley Club         | Azul, Buenos Aires           | Azul, Buenos Aires             |
| Bolívar Signia          | Bolívar, Buenos Aires        | Bolívar, Buenos Aires          |
| Club de Amigos          | Ciudad de Buenos Aires       | Ciudad de Buenos Aires         |
| Conarpesa Caleta Olivia | Caleta Olivia, Santa Cruz    | Caleta Olivia, Santa Cruz      |
| Náutico Hacoaj          | Tigre                        | Las Flores, Buenos Aires       |
| Obras Sanitarias        | Ciudad de San Juan, San Juan | Ciudad de San Juan, San Juan   |
| Rosario Sonder          | Rosario, Santa Fe            | Rosario, Santa Fe              |
| Swiss Medical Monteros  | Monteros, Tucumán            | San Miguel de Tucumán, Tucumán |
| River Plate             | Ciudad de Buenos Aires       | Monte Buey, Córdoba            |
| Rojas Scholem           | Ciudad de Buenos Aires       | Rojas, Buenos Aires            |
| Vélez Sarsfield         | Ciudad de Buenos Aires       | Lincoln, Buenos Aires          |

1. ↑  Conarpesa Caleta Olivia compró la plaza que pertenecía a Mar Chiquita-Mar del Plata Vóley.

## Modo de disputa
Fase regular
Los equipos se enfrentan todos contra todos a dos rondas, una vez como local y otra como visitante. Los mejores ocho equipos disputan los play-offs.
Play-offs
Los play-offs son series de partidos entre dos equipos donde los que ganen mayor cantidad de partidos avanzan de fase mientras que los que pierden dejan de participar por el campeonato. El ganador de la serie final se proclama campeón de la liga.
Grand prix y Final Four
Además, también existen nueve cuadrangulares donde los equipos se enfrentan dentro de ese grupo, en sedes licitadas y los cuatro mejores equipos disputan un último cuadrangular llamado "Final Four" que entrega premios en dinero.

## Primera fase
Fuente: Clarín. La Nación. Somos Vóley.
| Pos. | Equipo                  | PJ | PG | PP | Pts |
| ---- | ----------------------- | -- | -- | -- | --- |
| 1.º  | Bolívar Signia          | 22 | 17 | 5  | 49  |
| 2.º  | Swiss Medical Monteros  | 22 | 16 | 6  | 48  |
| 3.º  | Club de Amigos          | 22 | 15 | 7  | 44  |
| 4.º  | Conarpesa Caleta Olivia | 22 | 14 | 8  | 43  |
| 5.º  | Vélez Sarsfield         | 22 | 15 | 7  | 41  |
| 6.º  | River Plate             | 22 | 13 | 9  | 41  |
| 7.º  | Hacoaj-Las Flores       | 22 | 11 | 11 | 32  |
| 8.º  | Azul Vóley Club         | 22 | 10 | 12 | 30  |
| 9.º  | Rojas Scholem           | 22 | 9  | 13 | 29  |
| 10.º | Alianza Jesús María     | 22 | 6  | 16 | 17  |
| 11.º | Obras (San Juan)        | 22 | 4  | 18 | 15  |
| 12.º | Sonder (Rosario)        | 22 | 2  | 20 | 7   |

|  |                                                      |
|  | Clasificados a cuartos de final y al Torneo Súper 4. |
|  | Clasificados a cuartos de final.                     |
|  | Disputa una serie para evitar el descenso.           |
|  | Descendido a la Liga A2 de Vóley Argentino.          |

## Torneo Súper 4
Semifinales
| Fecha         | Local                  | Resul | Visitante               | Set 1 | Set 2 | Set 3 | Set 4 | Set 5 |
| ------------- | ---------------------- | ----- | ----------------------- | ----- | ----- | ----- | ----- | ----- |
| 28 de febrero | Swiss Medical Monteros | 3 - 2 | Club de Amigos          | 25-23 | 25-21 | 29-31 | 23-25 | 15-10 |
| 28 de febrero | Bolívar Signia         | 0 - 3 | Conarpesa Caleta Olivia | 25-23 | 27-25 | 27-25 |       |       |

Tercer puesto
| Fecha         | Local          | Resul | Visitante      | Set 1 | Set 2 | Set 3 | Set 4   | Set 5   |
| ------------- | -------------- | ----- | -------------- | ----- | ----- | ----- | ------- | ------- |
| 29 de febrero | Bolívar Signia | 2 - 0 | Club de Amigos | 25-20 | 25-20 |       | [ n 1 ] | [ n 1 ] |

Final
| Fecha         | Local                  | Resul | Visitante               | Set 1 | Set 2 | Set 3 | Set 4 | Set 5 |
| ------------- | ---------------------- | ----- | ----------------------- | ----- | ----- | ----- | ----- | ----- |
| 29 de febrero | Swiss Medical Monteros | 3 - 1 | Conarpesa Caleta Olivia | 25-17 | 25-27 | 25-23 | 25-20 |       |

## Play-out de descenso
| Fecha                                                               | Local            | Resul | Visitante        |
| ------------------------------------------------------------------- | ---------------- | ----- | ---------------- |
| 7 de marzo                                                          | Obras (San Juan) | 0 - 3 | Neuquén Vóley    |
| 11 de marzo                                                         | Neuquén Vóley    | 2 - 3 | Obras (San Juan) |
| 14 de marzo                                                         | Obras (San Juan) | 3 - 1 | Neuquén Vóley    |
| Obras de San Juan se mantiene en la liga tras ganar la serie 2 a 1. |                  |       |                  |

## Segunda fase, play-offs
|  | Cuartos de final | Cuartos de final       | Cuartos de final |                        |     | Semifinales            | Semifinales | Semifinales |  |     | Final          | Final | Final |  |
|  |                  |                        |                  |                        |     |                        |             |             |  |     |                |       |       |  |
|  |                  |                        |                  |                        |     |                        |             |             |  |     |                |       |       |  |
|  | 1.°              | Bolívar Signia         | 4                |                        |     |                        |             |             |  |     |                |       |       |  |
|  | 1.°              | Bolívar Signia         | 4                |                        |     |                        |             |             |  |     |                |       |       |  |
|  | 8.°              | Azul Vóley Club        | 1                |                        |     |                        |             |             |  |     |                |       |       |  |
|  | 8.°              | Azul Vóley Club        | 1                |                        | 1.° | Bolívar Signia         | 4           |             |  |     |                |       |       |  |
|  |                  |                        |                  |                        | 1.° | Bolívar Signia         | 4           |             |  |     |                |       |       |  |
|  |                  |                        | 4.°              | Conarpesa (CO)         | 2   |                        |             |             |  |     |                |       |       |  |
|  | 4.°              | Conarpesa (CO)         | 4.°              | Conarpesa (CO)         | 2   | 4                      |             |             |  |     |                |       |       |  |
|  | 4.°              | Conarpesa (CO)         |                  |                        |     |                        |             |             |  |     |                |       |       |  |
|  | 5.°              | Vélez Sarsfield        | 1                |                        |     |                        |             |             |  |     |                |       |       |  |
|  | 5.°              | Vélez Sarsfield        | 1                |                        |     |                        |             |             |  | 1.° | Bolívar Signia | 4     |       |  |
|  |                  |                        |                  |                        |     |                        |             |             |  | 1.° | Bolívar Signia | 4     |       |  |
|  |                  |                        | 2.°              | Swiss Medical Monteros | 2   |                        |             |             |  |     |                |       |       |  |
|  | 2.°              | Swiss Medical Monteros | 2.°              | Swiss Medical Monteros | 2   | 4                      |             |             |  |     |                |       |       |  |
|  | 2.°              | Swiss Medical Monteros |                  |                        |     |                        |             |             |  |     |                |       |       |  |
|  | 7.°              | Hacoaj-Las Flores      | 2                |                        |     |                        |             |             |  |     |                |       |       |  |
|  | 7.°              | Hacoaj-Las Flores      | 2                |                        | 2.° | Swiss Medical Monteros | 4           |             |  |     |                |       |       |  |
|  |                  |                        |                  |                        | 2.° | Swiss Medical Monteros | 4           |             |  |     |                |       |       |  |
|  |                  |                        | 3.°              | Club de Amigos         | 3   |                        |             |             |  |     |                |       |       |  |
|  | 3.°              | Club de Amigos         | 3.°              | Club de Amigos         | 3   | 4                      |             |             |  |     |                |       |       |  |
|  | 3.°              | Club de Amigos         |                  |                        |     |                        |             |             |  |     |                |       |       |  |
|  | 6.°              | River Plate            | 2                |                        |     |                        |             |             |  |     |                |       |       |  |
|  | 6.°              | River Plate            | 2                |                        |     |                        |             |             |  |     |                |       |       |  |
|  |                  |                        |                  |                        |     |                        |             |             |  |     |                |       |       |  |

El equipo que figura en la primera línea es quien obtuvo la ventaja de localía.
El resultado que figura al lado de cada equipo es la sumatoria de partidos ganados.

### Cuartos de final
Bolívar Signia - Azul Vóley Club
| Fecha       | Local           | Resul | Visitante       |
| ----------- | --------------- | ----- | --------------- |
| 5 de marzo  | Bolívar Signia  | 3 - 1 | Azul Vóley Club |
| 7 de marzo  | Bolívar Signia  | 3 - 2 | Azul Vóley Club |
| 12 de marzo | Azul Vóley Club | 3 - 1 | Bolívar Signia  |
| 14 de marzo | Azul Vóley Club | 1 - 3 | Bolívar Signia  |
| 17 de marzo | Bolívar Signia  | 3 - 1 | Azul Vóley Club |

Swiss Medical Monteros - Hacoaj-Las Flores
| Fecha       | Local                  | Resul   | Visitante              |
| ----------- | ---------------------- | ------- | ---------------------- |
| 5 de marzo  | Swiss Medical Monteros | 2 - 3   | Hacoaj-Las Flores      |
| 7 de marzo  | Swiss Medical Monteros | 3 - 0   | Hacoaj-Las Flores      |
| 12 de marzo | Hacoaj-Las Flores      | 3 - 2   | Swiss Medical Monteros |
| 14 de marzo | Hacoaj-Las Flores      | 0 - 3   | Swiss Medical Monteros |
| 17 de marzo | Swiss Medical Monteros | PG - PP | Hacoaj-Las Flores      |
| 19 de marzo | Hacoaj-Las Flores      | 0 - 3   | Swiss Medical Monteros |

Club de Amigos - River Plate
| Fecha       | Local          | Resul   | Visitante      |
| ----------- | -------------- | ------- | -------------- |
| 5 de marzo  | Club de Amigos | 2 - 3   | River Plate    |
| 7 de marzo  | Club de Amigos | PP - PG | River Plate    |
| 11 de marzo | River Plate    | 2 - 3   | Club de Amigos |
| 12 de marzo | River Plate    | 2 - 3   | Club de Amigos |
| 17 de marzo | Club de Amigos | PG - PP | River Plate    |
| 19 de marzo | River Plate    | 1 - 3   | Club de Amigos |

Conarpesa Caleta Olivia - Vélez Sarsfield
| Fecha       | Local           | Resul   | Visitante       |
| ----------- | --------------- | ------- | --------------- |
| 3 de marzo  | Conarpesa       | 3 - 0   | Vélez Sarsfield |
| 5 de marzo  | Conarpesa       | 3 - 1   | Vélez Sarsfield |
| 12 de marzo | Vélez Sarsfield | 3 - 0   | Conarpesa       |
| 14 de marzo | Vélez Sarsfield | 2 - 3   | Conarpesa       |
| 17 de marzo | Conarpesa       | PG - PP | Vélez Sarsfield |

### Semifinales
Bolívar Signia - Conarpesa Caleta Olivia
| Fecha       | Local          | Resul | Visitante      |
| ----------- | -------------- | ----- | -------------- |
| 26 de marzo | Bolívar Signia | 3 - 2 | Conarpesa      |
| 28 de marzo | Bolívar Signia | 0 - 3 | Conarpesa      |
| 2 de abril  | Conarpesa      | 2 - 3 | Bolívar Signia |
| 4 de abril  | Conarpesa      | 1 - 3 | Bolívar Signia |
| 7 de abril  | Bolívar Signia | 2 - 3 | Conarpesa      |
| 9 de abril  | Conarpesa      | 1 - 3 | Bolívar Signia |

Swiss Medical Monteros - Club de Amigos
| Fecha       | Local                  | Resul | Visitante              |
| ----------- | ---------------------- | ----- | ---------------------- |
| 24 de marzo | Swiss Medical Monteros | 3 - 2 | Club de Amigos         |
| 26 de marzo | Swiss Medical Monteros | 3 - 0 | Club de Amigos         |
| 31 de marzo | Club de Amigos         | 3 - 2 | Swiss Medical Monteros |
| 2 de abril  | Club de Amigos         | 3 - 2 | Swiss Medical Monteros |
| 7 de abril  | Swiss Medical Monteros | 3 - 0 | Club de Amigos         |
| 9 de abril  | Club de Amigos         | 3 - 2 | Swiss Medical Monteros |
| 11 de abril | Swiss Medical Monteros | 3 - 0 | Club de Amigos         |

### Final
Bolívar Signia - Swiss Medical Monteros
| Fecha       | Local                  | Resul | Visitante              | Set 1 | Set 2 | Set 3 | Set 4 | Set 5 |
| ----------- | ---------------------- | ----- | ---------------------- | ----- | ----- | ----- | ----- | ----- |
| 16 de abril | Bolívar Signia         | 3 - 0 | Swiss Medical Monteros | 25-20 | 25-16 | 25-22 |       |       |
| 18 de abril | Bolívar Signia         | 2 - 3 | Swiss Medical Monteros | 24-26 | 16-25 | 25-18 | 25-20 | 12-15 |
| 23 de abril | Swiss Medical Monteros | 0 - 3 | Bolívar Signia         | 23-25 | 22-25 | 22-25 |       |       |
| 25 de abril | Swiss Medical Monteros | 3 - 1 | Bolívar Signia         | 25-20 | 25-21 | 14-25 | 25-20 |       |
| 29 de abril | Bolívar Signia         | 3 - 2 | Swiss Medical Monteros | 25-21 | 23-25 | 29-27 | 20-25 | 19-17 |
| 2 de mayo   | Swiss Medical Monteros | 2 - 3 | Bolívar Signia         | 25-23 | 25-17 | 22-25 | 26-28 | 12-15 |

|                              |
| Drean Bolívar Segundo título |